# Охотник за головами

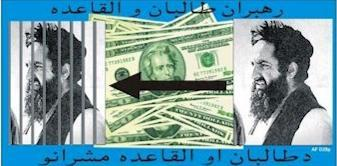
Правительством США было объявлено вознаграждение в $25 миллионов за голову Бен Ладена.

«Охотник за головами» (англ. Bounty Hunter, дословно — «охотник за вознаграждением») — человек, за денежное вознаграждение занимающийся розыском и поимкой/убийством беглых преступников и дезертиров, а также лиц, подозреваемых в совершении преступлений и не явившихся на судебное заседание в назначенное время.

## История возникновения
Институт розыска беглых преступников и лиц, уклоняющихся от суда, частными лицами характерен для стран англосаксонской правовой системы и берёт своё начало в островной Англии, где полиция как централизованная организация отсутствовала до XIX века. В то время лиц, профессионально занимающихся розыском преступников, именовали «охотниками на воров». Причём их могли нанимать как правительство, так и обеспеченные граждане. 
Самым известным британским ловцом воров можно считать Джонатана Уайлда, который по иронии являлся и самым известным английским преступником своего времени. Развившись в Соединённых Штатах, институт поначалу не имел чётко очерченного правового характера. Преступники или же лица, заподозренные в совершении тех или иных аморальных деяний, попросту объявлялись в розыск с вознаграждением за их поимку или убийство (англ. Wanted. Dead or alive). При этом объявлявший в розыск мог не утруждать себя описанием незаконных поступков объявляемого, достаточно было указать крупную денежную сумму, что являлось одним из главных отличий от романо-германской правовой системы, где для розыска кого-либо с целью ареста или убийства требовалось решение судебного органа или должностного лица, ведающего вопросами правосудия — в странах англосаксонской системы права этого не требовалось, достаточно было частной инициативы, а именно — плаката с указанием суммы и портретом разыскиваемого или объявления в газете такого же содержания. 
В те годы розыском мог заняться любой желающий, даже лица, формально занимающиеся охраной правопорядка (любой шериф мог, не снимая звезды с пиджака, оставить свой участок и отправиться в другой штат для розыска человека, за которого было обещано крупное вознаграждение), что и привело к возникновению целой социальной касты, просуществовавшей до появления американской полиции в её современном виде. 
В нынешнем виде институт является скорее архаичным пережитком эпохи в истории США, когда револьвер являлся основным источником права (англ. Law of the gun). Но так как формально подобная практика до сих пор не запрещена, это позволяет сотням вольнонаёмных специалистов заниматься розыском лиц, не явившихся в суд вовремя.

## Законодательство США

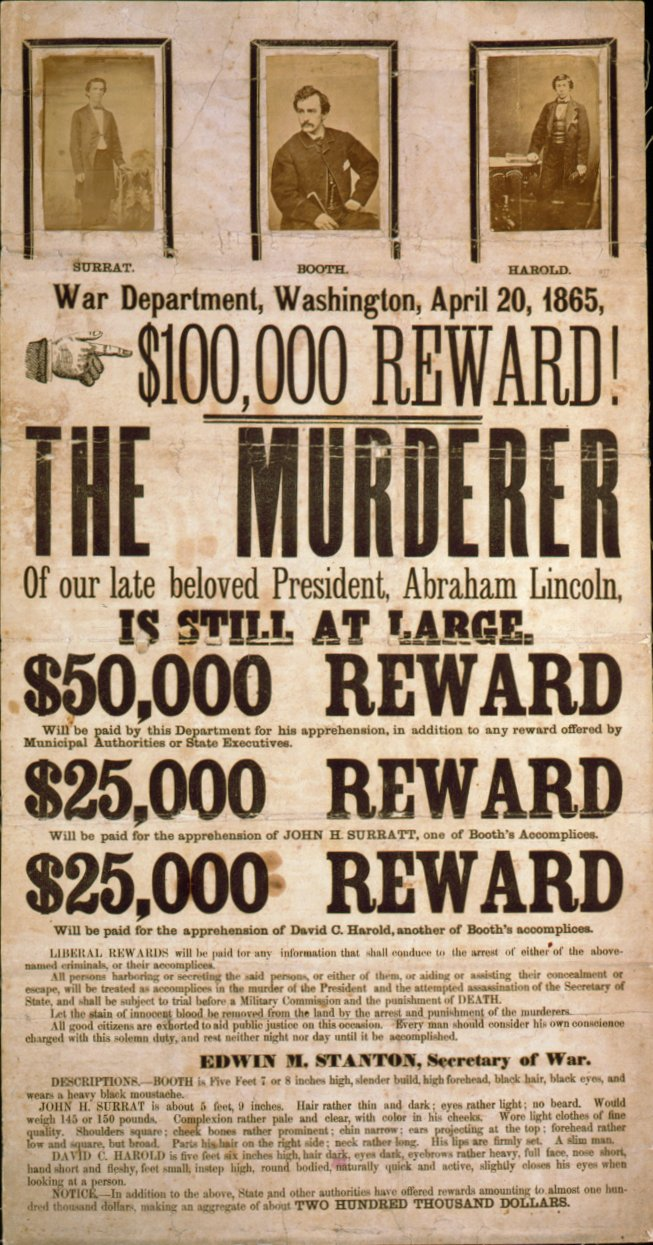
«$50 тысяч за поимку Джона Бута». Плакат 1865 года.

Соединённые Штаты — одна из двух стран, наряду с Филиппинами, имеющая правовой институт «охотников за головами». В США это связано, прежде всего, с особенностью американской юридической системы — чрезвычайной распространенностью «освобождения под залог» (до суда). Нередко соблазн уйти от ответственности перевешивает, и человек сбегает. В этих случаях на деньги залогодателя (поручителя) и нанимают «охотников». В Соединённых Штатах существует практика страхования ответственности за неявку в суд ответчика, освобождённого под залог (англ. Bail bond), причём страхователями (т.е. «залогодателями») в данном случае выступают банки и страховые компании, заключающие соответствующие договоры с районными судами. На представителей этих финансовых учреждений (Bail agent или Bail bondsman) и возлагается ответственность (в первую очередь — финансовая) за представление суду ответчика. В свою очередь, они выдают подряды на задержание лиц, не явившихся на заседание суда в установленный срок или попросту нанимают конкретных специалистов, занимающихся розыском преступников за вознаграждение.
В деле Тейлор против Тейнтора (англ. Taylor v. Taintor) 1872 года Верховный суд постановил, что человек, под надзором которого находится обвиняемый, равно как и часть его залога, имеет право на возвращение обвиняемого. Большинство охотников за головами нанимались поручителями (юридическими и физическими лицами, имеющими лицензию на освобождение арестованного под залог). Охотнику выплачивали часть залога, который нынешний беглец заплатил в начале. Именно поручитель, а не охотник, несёт ответственность за последующее имущественное право на залог. Он же и определяет сумму вознаграждения за задержание лица, скрывающегося от суда.
Охотник за головами является для поручителя гарантией того, что его клиенты в конечном счёте предстанут перед судом. Охотники ежегодно отлавливают до 30 тысяч скрывающихся от правосудия, то есть примерно 88 % от общего числа беглецов. В современной практике охотников за головами часто называют более политкорректно: «агенты по залоговому правоприменению» или же «агенты по залоговому взысканию с беглецов».
Также часто охотников за головами называют скиптрейсерами (англ. Skiptracer, дословно выслеживающий удравших), однако этот термин в данном случае не вполне корректен. Хотя охотники за головами могут в то же самое время быть скиптрейсерами, скиптрейсинг подразумевает, в основном, поиски человека при помощи менее прямых методов, нежели преследование и задержание. Скиптрейсеры обычно занимаются частным сыском или сбором долгов и налогов. Скиптрейсинг относится не только к розыску беглецов, нарушивших уголовный кодекс, но также беглецов по гражданским делам, уклоняющихся от уплаты алиментов и т. д.
В США охотники за головами имеют различные уровни полномочий в зависимости от законов штата, в котором они ведут свою деятельность. Как сказано в уже упомянутом деле «Тейлор против Тейнтора», охотник за головами имеет право на несанкционированный вход на территорию, являющуюся частной собственностью беглеца с последующим повторным арестом по прежнему основанию. В некоторых штатах охотники не проходят официальную подготовку и, в основном, не имеют лицензий; им достаточно получить соответствующую санкцию от поручителя или же доставить к ним задержанного. В других штатах наоборот, лицензирование и подготовка являются обязательными. Так в Калифорнии охотники должны пройти проверку биографии и различные подготовительные курсы для выполнения требований статьи 1299 уголовного кодекса. В большинстве штатов охотникам за головами запрещено носить огнестрельное оружие без соответствующего разрешения. В Луизиане охотники обязаны носить специальную униформу. В Кентукки охота за головами запрещена вообще, так как в законодательстве штата не предусмотрена система поручительства, а освобождение подозреваемых под залог исполняет Судебная служба штата по осуществлению необходимых мер до начала слушания дела. Вообще, в Кентукки охотники могут ловить только беглецов, обвинённых в преступлении по федеральному уголовному праву другого штата, где законодательство разрешает данный вид правоприменения. В штате Техас охотниками за головами могут быть полицейские и сотрудники других правоохранительных органов, а равно и частных охранных предприятий, а также частные сыщики.
Законодательные ограничения штата часто налагаются на охотников из других административно-территориальных единиц страны. То есть подозреваемый может временно уйти от повторного ареста, если он вступит во владения штата, где юридические права охотников ограничены, либо вообще не имеют законной силы. Зачастую, однако, отсутствует механизм применения ответственности за подобные нарушения (незаконный арест), что позволяет специалистам по розыску лиц, скрывающихся от суда, не церемонясь задерживать последних на всей территории Соединённых Штатов.

## Известные представители профессии
Известные охотники за наградами:
- Домино Харви (про неё был снят одноимённый художественный фильм «Домино»);
- Дуэйн Ли Чепмен по прозвищу «Пёс».

См. также: List of bounty hunters (англ.)
Охотник за головами является популярным персонажем в вестернах, но встречается и в произведениях других жанров.
Известные вымышленные персонажи, промышлявшие охотой за наградами:
- «Человек без имени» («Блондинчик»/«Странник»/«Стрелок») из спагетти-вестернов Серджо Леоне;
- Джанго Фетт и Боба Фетт из киносаги «Звёздные войны»;
- Рик Декард из фильма «Бегущий по лезвию»;
- «Охотники» из фильма «Бегущий человек» и одноименной книги;
- Дэдпул, персонаж Marvel Comics;
- Лобо, персонаж DC Comics;
- Доктор Кинг Шульц, фильм «Джанго освобождённый»;
- Джон Рут по прозвищу «Вешатель», негр, майор Маркуис Уоррен фильм «Омерзительная восьмёрка»;
- Ророноа Зоро;
- Спайк Шпигель — главный герой аниме «Cowboy Bebop»;
- Ирен «Ралли» Винсент — героиня аниме и манги «Gunsmith Cats»;
- Сержант Кросс — персонаж из игры «Need for Speed™:Carbon»;
- Локдаун — персонаж из вселенной «Трансформеров».
- Джонатан Дамон — персонаж фильма «Вольный охотник»
- Джек Уэйд — персонаж из игры «Headhunter» и «Headhunter Redemption»
- Гондар (Bounty Hunter) — персонаж игры Dota 2
- Одна из доступных профессий в игре — Red Dead Redemption 2, Red Dead Online
- Сэди Адлер - персонаж из игры «Red Dead Redemption 2»

## В кино и литературе
В вестернах охотники за головами обычно изображались как циничные, но одновременно окружённые ореолом романтики одиночки. Впервые охотников можно увидеть в фильме «Охотник за головами» (1954 год) режиссёра Андре де Тота с Рандольфом Скоттом в главной роли. Стив Маккуин сыграл роль охотника за головами Джоша Рэндалла в телесериале «Разыскивается — живым или мёртвым», который принёс ему известность. (В 1987 году был снят одноимённый сиквел с Рутгером Хауэром в роли Ника Рандэлла, правнука Джоша.) Примечательно, что и последний фильм Маккуина «Охотник» рассказывал о его современнике Ральфе Торсене, который также был охотником за головами. В фильме Серджо Леоне «На несколько долларов больше» (1965 год) режиссёр изобразил «убийц за вознаграждение», гонорар которых не зависел от того, был ли беглец возвращён живым или мёртвым.
Также стрелком-охотником за головами является Иона Хэкс, герой одноимённых комиксов.
Эта традиция нашла своё отражение в научно-фантастических фильмах. Например, такие вымышленные персонажи, как Боба и Джанго Фетты и Дин Джарин из народа мандалорцев, Кид Бейн, Босск и другие. Во вселенной «Звёздных войн» присутствует достаточно большое количество охотников за головами, хотя они скорее похожи на корыстных наёмников: их чаще нанимают властные криминальные структуры, а не надлежащие власти.
В аниме «Cowboy Bebop», в силу существования множества непересекающихся и несвязанных юрисдикций разных планет и космических станций, профессия охотников за головами является довольно распространённой; именно таким образом главные герои зарабатывают себе на жизнь.
Персонажа Риддика в фильмах «Чёрная дыра» и «Хроники Риддика» зачастую преследуют охотники. В первом фильме дилогии его конвоирует в тюрьму охотник за головами Голубоглазый дьявол Джонс. Во второй части несколько раз ловил охотник по имени Беспринципный Тумбс, который ради собственной выгоды мог запросто бросить попавшего в беду напарника. В третьей части Риддика преследуют уже две конкурирующих группы охотников за головами.
Вымышленный персонаж Стефани Плам, главная героиня романов Джанет Иванович, также была охотником за головами в Нью-Джерси.
Художественный фильм «Козырные тузы» рассказывает о том, как для возвращения обвиняемого в ряде преступлений эстрадного иллюзиониста Бадди Израэла, сбежавшего в другой штат, ряд криминальных структур нанял независимо друг от друга сразу несколько отрядов охотников за головами, среди которых оказались как профессиональные убийцы, так и дилетанты, полагающие, что заказчик хочет смерти Израэла. Параллельно с этим за Израэлом охотились агенты ФБР, для которых он представлял интерес как ценный свидетель по делу против итальянской мафии.
В «Симпсонах», в серии 20-го сезона «Sex, Pies and Idiot Scrapes» (KABF17) Гомер и Нед решили стать охотниками за головами.
В российском телесериал «Карпов» главные герои занимаются розыском и поимкой преступников, за которых объявлено вознаграждение.
В фильме «Джанго Освобождённый» (режиссёр Квентин Тарантино) герои Джанго (Джейми Фокс) и Доктор Шульц (Кристоф Вальц) на пути к своей цели «ловят» отпетых негодяев и убийц, оставляя за собой в основном трупы.
В сериале «Однажды в сказке» главная героиня Эмма Свон до начала основных событий была охотником за головами.
В сериале «Менталист» брат и племянница главной героини Терезы Лисбон занимаются поимкой преступников.
В сериале «Люцифер» одна из главных героинь, Мэйзикин, в середине второго сезона становится охотницей за головами.
В сериале «Могучие Рейнджеры: Дино Заряд» главный злодей по имени Следж является инопланетным охотником за головами. В попытке завладеть могущественными инопланетными артефактами — Энергемами, ему или его подчиненным приходится посылать пойманных ранее инопланетных преступников.

## Сходные профессии
1) реально существовавшие:
- Охотник на воров
- Охотник за беглыми рабами

2) вымышленные:
- Охотник на вампиров
- Ведьмак